# 1610 Мірная
1610 Мірная (1610 Mirnaya) — астероїд головного поясу, відкритий 11 вересня 1928 року.
Тіссеранів параметр щодо Юпітера — 3,637.